# Józef Grzesik (oficer)
Józef Grzesik (ur. 11 grudnia 1893, zm. ?) – podpułkownik Wojska Polskiego

## Życiorys
Po odzyskaniu przez Polskę niepodległości został przyjęty do Wojska Polskiego. Został awansowany do stopnia kapitana w korpusie oficerów zawodowych inżynierów i saperów ze starszeństwem z dniem 1 czerwca 1919. W 1923 był przydzielony do 10 pułku saperów w Przemyślu i jako oficer nadetatowy tej jednostki był kierownikiem Okręgowego Składu Inżynierii i Saperów nr X. Został awansowany do stopnia majora w korpusie oficerów zawodowych inżynierów i saperów ze starszeństwem z dniem 15 sierpnia 1924. W 1924 był oficerem 9 pułku saperów w Twierdzy Brześć. Od czerwca 1925 pełnił funkcję kwatermistrza tego pułku.
Uczestniczył w II wojnie światowej. Awansowany do stopnia podpułkownika. Po wojnie był oficerem Krakowskiego Okręgu Wojskowego (DOW V).

## Odznaczenia
- Krzyż Kawalerski Orderu Odrodzenia Polski (12 listopada 1946)[8]
- Srebrny Krzyż Zasługi (20 lipca 1946)[7]